# Caffrowithius rusticus
Caffrowithius rusticus är en spindeldjursart som först beskrevs av Beier 1955.  Caffrowithius rusticus ingår i släktet Caffrowithius och familjen blindklokrypare. Inga underarter finns listade.